# Piotr Przyborek
Piotr Przyborek (Gdańsk, 28 de junho de 1976) é um clérigo católico romano polonês, doutor em teologia bíblica e bispo auxiliar de Gdańsk desde 2022.

## Biografia
Piotr Przyborek foi educado na Escola Secundária local nº 2. Nos anos 1995-2001, completou estudos filosóficos e teológicos no Seminário Teológico de Gdańsk. Ele foi ordenado sacerdote em 16 de junho de 2001, na Basílica de Santa Maria em Gdańsk. pelo arcebispo local, Metropolita Tadeusz Gocłowski. Em 2005 obteve o diploma de bacharel em teologia bíblica pela Universidade Cardeal Stefan Wyszyński em Varsóvia. Em 2009-2010 estudou estudos bíblicos e arqueologia bíblica na Escola Bíblica e Arqueológica Francesa de Jerusalém. Em 2011, obteve o doutorado em teologia bíblica na Faculdade de Teologia da Universidade Nicolau Copérnico de Toruń.
Padre Przyborek trabalhou como vigário nas paróquias de: Nossa Senhora das Dores em Gdynia (2001–2007), St. Rainha Jadwiga em Gdynia (2007–2009), St. João de Kęty em Rumia (2012–2014), a Bem-Aventurada Virgem Maria, Mãe da Igreja e Santa Catarina da Suécia em Gdańsk (2014–2020) e o Sagrado Coração de Jesus em Gdynia (2020–2021). Em 2011, tornou-se professor no Seminário Teológico de Gdańsk. Na Arquidiocese de Gdańsk fundou e tornou-se diretor da Escola Bíblica. Ele se tornou o editor-chefe do periódico bíblico trimestral "Galilea. Mistérios das Sagradas Escrituras". Tornou-se membro do conselho ecuménico, do conselho para a formação permanente do clero, do conselho sacerdotal e do conselho pastoral. Em 2021 assumiu o cargo de diretor do departamento pastoral da cúria metropolitana. Em 2020, foi nomeado cônego honorário do capítulo colegiado de Gdynia.
Em 6 de julho de 2022, o Papa Francisco nomeou-o bispo auxiliar da Arquidiocese de Gdańsk com a sé titular de Musti na Numídia. Ele foi ordenado bispo em 20 de agosto de 2022, na Arquicatedral Basílica da Santíssima Trindade em Gdańsk-Oliwa, por Tadeusz Wojda, Arcebispo Metropolitano de Gdańsk, assistido por Dom Salvatore Pennacchio, Núncio Apostólico na Polónia, e Zbigniew Zieliński, Bispo Coadjutor de Koszalin-Kołobrzeg. Ele adotou as palavras “Jesteśmy dziećmi Bożymi" (Somos filhos de Deus) como seu lema episcopal
No âmbito dos trabalhos da Conferência Episcopal Polaca em 2024, tornou-se presidente do Conselho de Turismo e Peregrinações.